# Campionati mondiali di ginnastica ritmica 2003
I XXVI Campionati mondiali di ginnastica ritmica si sono svolti a Budapest, in Ungheria, dal 24 al 29 settembre 2003.

## Risultati
| Evento                          | Oro                            | Argento                         | Bronzo                            |
| Individuale (cerchio)           | Hanna Bezsonova Ucraina 26,375 | Alina Kabaeva Russia 25,900     | Irina Čaščina Russia 25,200       |
| Individuale (palla)             | Alina Kabaeva Russia 26,675    | Hanna Bezsonova Ucraina 26,550  | Ina Žukava Bielorussia 25,875     |
| Individuale (clavette)          | Hanna Bezsonova Ucraina 27,225 | Irina Čaščina Russia 27,000     | Alina Kabaeva Russia 26,475       |
| Individuale (nastro)            | Alina Kabaeva Russia 26,525    | Hanna Bezsonova Ucraina 26,375  | Elizabet Paisieva Bulgaria 24,225 |
| Individuale (concorso completo) | Alina Kabaeva Russia 106,475   | Hanna Bezsonova Ucraina 106,150 | Irina Čaščina Russia 105,775      |
| Gruppo (5 nastri)               | Russia 25,200                  | Bulgaria 24,950                 | Italia 23,550                     |
| Gruppo (3 cerchi, 2 palle)      | Russia 25,275                  | Bulgaria 25,200                 | Italia 24,700                     |
| Gruppo (concorso completo)      | Russia 50,325                  | Bulgaria 50,175                 | Bielorussia 46,450                |
| Concorso a squadre              | Russia 255,600                 | Ucraina 246,350                 | Bielorussia 240,875               |

## Medagliere
| Pos. | Nazione     | Oro | Argento | Bronzo | Totale |
| 1    | Russia      | 7   | 2       | 3      | 12     |
| 2    | Ucraina     | 2   | 4       | 0      | 6      |
| 3    | Bulgaria    | 0   | 3       | 1      | 4      |
| 4    | Bielorussia | 0   | 0       | 3      | 3      |
| 5    | Italia      | 0   | 0       | 2      | 2      |